# Marián Varga

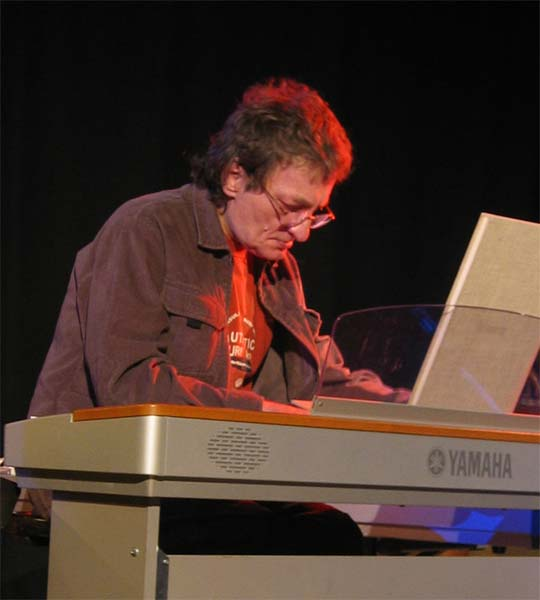
Marián Varga in un concerto

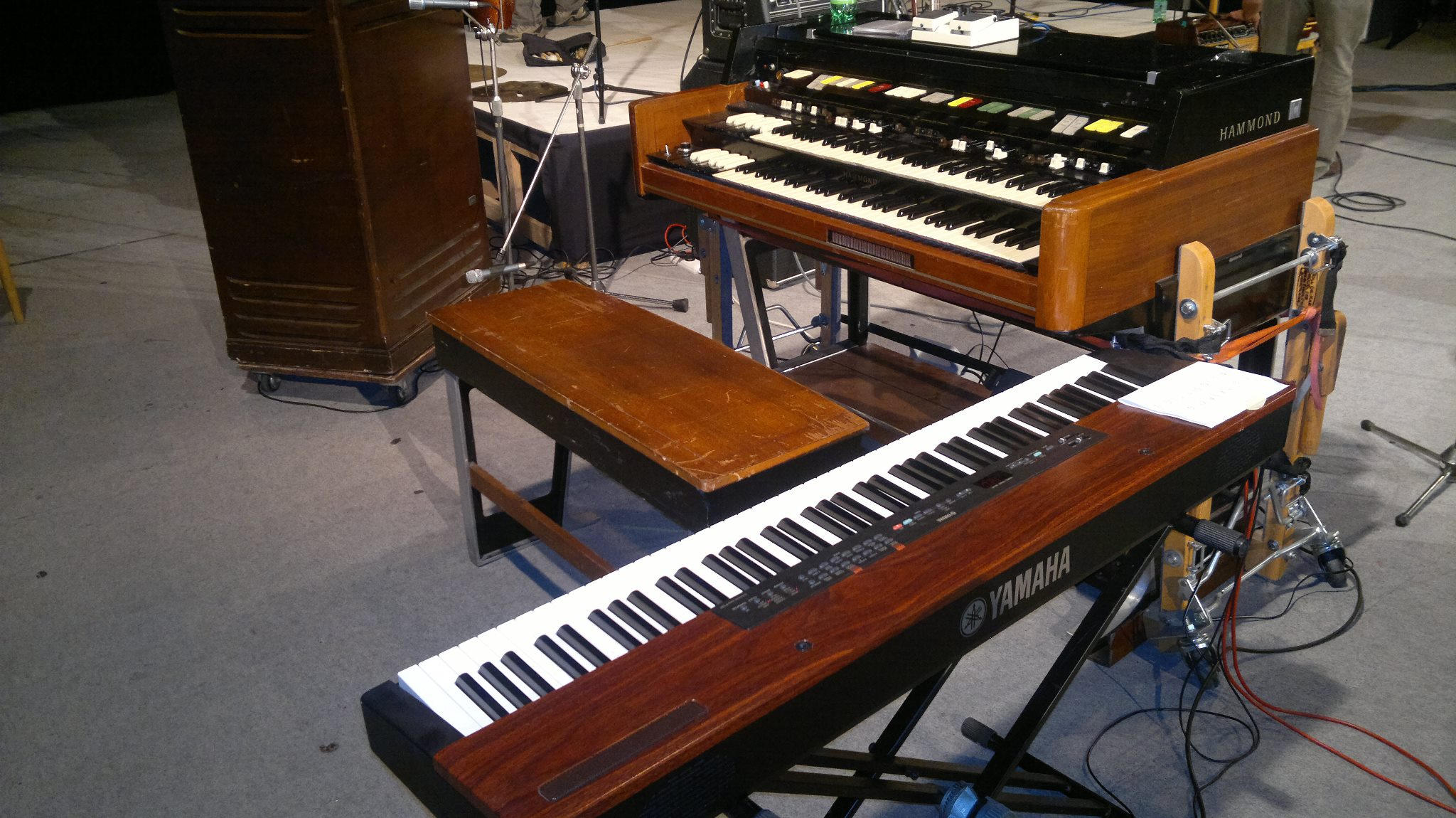
L'organo Hammond di Marián Varga

Marián Varga (Skalica, 29 gennaio 1947 – Chorvátsky Grob, 9 agosto 2017) è stato un compositore e pianista slovacco.

## Biografia
Frequentò le scuole elementari artistiche e parallelamente prese lezioni private di composizione da Ján Cikker. Fu poi allievo del Conservatorio di Bratislava, dove studiò pianoforte sotto la guida di Roman Berger e composizione sotto la guida di Andrej Očenáš.
Dopo tre anni, nel 1967, abbandonò il conservatorio e in breve tempo entrò a far parte del gruppo Prúdy, con cui incise nel 1969 il leggendario album Zvoňte, zvonky. Per contrasti con il gruppo abbandonò anche i Prúdy e formò il primo gruppo di art rock slovacco, il Collegium Musicum.
Il repertorio del gruppo consisteva prevalentemente di composizioni strumentali che includevano oltre alla reinterpretazioni di brani classici (Haydn, Bartók, Stravinskij e altri) anche pezzi originali con elementi tipici della musica artistica postmoderna (ad esempio Eufónia dell'album Konvergencie).
Dopo lo scioglimento del Collegium Musicum (1979) Marián Varga decise di esibirsi come solista e fu uno dei primi musicisti a dedicarsi al concetto di improvvisazione assoluta, ossia alla composizione della musica in tempo reale.
Si dedicò anche alle canzoni, in collaborazione con Pavol Hammel, con cui pubblicò cinque album e compose il primo musical rock slovacco  – Cyrano z predmestia ("Cyrano di periferia").

## Discografia

### Album da solista
- Stále tie dni (1984)
- Solo in Concert (2003)
- Marián Varga & Moyzesovo kvarteto (2006)
- Hommage à Marián Varga (2006)
- Marián Varga & Noneto (2011)

### Con il gruppo Prúdy
- Zvoňte, zvonky (1969)
- Prúdy 1999 (1999)

### Con il gruppo Collegium Musicum
- EP Hommage à J.S.Bach / Ulica plná plášťov do dažďa (1970)
- Collegium Musicum (1970)
- Konvergencie (1971)
- Live (1973)
- Marián Varga & Collegium Musicum (1975)
- Continuo (1978)
- On a ona (1979)
- Divergencie (1981)
- Divergences (1982)
- Collegium Musicum '97 (1997)
- Speak, Memory (2010)

### Compilation
- Hommage à Johann Sebastian Bach (8:00) – nahrávka Amiga (NDR) z roku 1973 – sampler Hallo Nr. 11 (Amiga 8 55 341, 1973)

### Con Pavol Hammel
- Zelená pošta (1972)
- Na II. programe sna (1976)
- Cyrano z predmestia (1978)
- Všetko je inak (1989)
- Labutie piesne (1993)

### Con Vladimír Merta
- Cestou k... / Stabil – instabil (1992)

### Con Karel Kryl e Daniela Bakerová
- Dvě půle lunety aneb rebelant o lásce (1992)

### Con Pavel Fajt, Václav Cílek, Josef Klíč e Geert Waegeman
- Souhvězdí Santini (2009)

### Altri brani
- „Stará doba“ (Marián Varga / Kamil Peteraj), Zora Kolínska, Collegium Musicum, B-strana SP „Taká, taká som“ (Opus 90 43 0203, 1972)
- „Piesočný dom“ (Marián Varga / Kamil Peteraj), Marie Rottrová, Collegium Musicum e l'orchestra del Festival – incisione da un concerto pubblico a Bratislava 1973, A-strana SP „Piesočný dom“ (Opus 90 43 0277, 1973)

## Riconoscimenti
Nel giorno del suo ultimo compleanno, il 29 gennaio 2017, Marián Varga fu premiato con il Krištáľové krídlo alla carriera.